# Rüdiger Barth (Ingenieur)
Rüdiger Barth (* 30. August 1937 in Rinteln; † 23. November 2012) war ein deutscher Ingenieur und Entwickler im Bereich der Tontechnik. Er hatte wesentlichen Anteil an der Entwicklung der Mehrspuraufnahmetechnik und der digitalen Radioautomation.

## Leben
Anfang der 1970er Jahre stellte Barth gemeinsam mit Hans Falkenberg, einem Toningenieur der Deutschen Grammophon, das erste 8-Spur-Aufnahmegerät in Deutschland vor. Er stattete namhafte Studios mit Mehrspuraufnahmetechnik und Mischpulten aus, darunter Conny Planks Studio im Bergischen Land, das Cornet Studio und eines der EMI-Produktionstudios in Köln, das Star Studio von Ralf Arnie, Peter von Zahns Windrose Studio, das Rhenus Studio in Köln, die Briton Studios in Frankfurt sowie Gitte Hænnings Kopenhagener Studio, das Powerplay Studio Zürich und das Studio von Andreas Vollenweider am Zürichsee. Für die Münchner ARRI lieferte er das weltweit erste vollautomatisierte Film-Ton-Abmischstudio einschließlich der Dolby-Surround-Abhörsteuerung.
1986 rüstete Barth das Studio für Radio Schleswig-Holstein, das erste landesweite private Hörfunkprogramm in Deutschland, aus.
Mit dem DIGISPOT® Hörfunksystem entwickelte Barth 1991 eines der weltweit ersten digitalen Radio-Betriebssysteme. Dieses System ermöglichte es erstmals, Musik, Jingles, Senderkennungen (Station-IDs) und Nachrichtenbeiträge als Text und Ton in einem zentralen Netzwerk-Speichersystem für die Bearbeitung und die Sendeabwicklung auf der Basis einer Content-Management-Datenbank zu speichern und für alle Arbeitsplätze über das Netzwerk bereitzustellen. Es war auch die Grundlage für das erste reine Nachrichten-Hörfunkstudio infoRadio in Berlin, das im Jahr 1992 ohne Tonband und Papier ein Radioprogramm produzieren und abwickeln konnte, und wurde bereits 1995 europaweit in vielen privaten Radiosendern, der ARD und der BBC eingesetzt.
Am 23. November 2012 verstarb Rüdiger Barth an den Folgen eines schweren Unfalls.